# Tethya
Tethya är ett släkte av svampdjur. Tethya ingår i familjen Tethyidae.

## Dottertaxa tillTethya, i alfabetisk ordning[1][2]
- Tethya actinia
- Tethya acuta
- Tethya amplexa
- Tethya andamanensis
- Tethya asbestella
- Tethya aurantium
- Tethya bergquistae
- Tethya boeroi
- Tethya brasiliana
- Tethya bullae
- Tethya burtoni
- Tethya californiana
- Tethya citrina
- Tethya coccinea
- Tethya communis
- Tethya comorensis
- Tethya compacta
- Tethya cyaneae
- Tethya deformis
- Tethya dendyi
- Tethya densa
- Tethya diploderma
- Tethya ensis
- Tethya expansa
- Tethya fastigiata
- Tethya fissurata
- Tethya flexuosa
- Tethya gigantea
- Tethya globostellata
- Tethya gracilis
- Tethya gunni
- Tethya hibernica
- Tethya hooperi
- Tethya ignis
- Tethya ingalli
- Tethya irregularis
- Tethya japonica
- Tethya levii
- Tethya magna
- Tethya maza
- Tethya mexicana
- Tethya microstella
- Tethya minuta
- Tethya monstrosa
- Tethya mortoni
- Tethya multifida
- Tethya multistella
- Tethya norvegica
- Tethya novaecaledoniae
- Tethya nux
- Tethya omanensis
- Tethya ornata
- Tethya orphei
- Tethya ovum
- Tethya papillosa
- Tethya paroxeata
- Tethya parvistella
- Tethya pellis
- Tethya peracuata
- Tethya popae
- Tethya pulchra
- Tethya pulitzeri
- Tethya robusta
- Tethya rubra
- Tethya sarai
- Tethya seychellensis
- Tethya simi
- Tethya socius
- Tethya sollasi
- Tethya stellagrandis
- Tethya stellodermis
- Tethya stolonifera
- Tethya strongylata
- Tethya taboga
- Tethya tasmaniae
- Tethya tenuisclera
- Tethya topsenti
- Tethya uljinensis
- Tethya varians
- Tethya wilhelma
- Tethya viridis